# Генерал-лейтенант
Генерал-лейтенант (във флота: вицеадмирал) е генералско военно звание.

## Българска армия
В Българската армия званието се присвоява с указ на Президента на Република България. Предложението е на Министерския съвет. Офицер с такова звание е по-висшестоящ от генерал-майор и по-нисшестоящ от генерал.
Понятието „генерал-майор“ е по-кратка версия на предишното „генерал-сержант майор“ (генерал-старшина) (Major General → Sergeant Major General), който генерал-майор е бил подчинен на генерал-лейтенанта. Ето защо генерал-лейтенантът е по-висшестоящ от генерал-майора.
Генерал-лейтенант е с по три големи четирилъчни звезди на пагоните си. Съответства на званието lieutenant general в останалите армии по света. Званието идва от средните векове, където титлата генерал-лейтенант е била носена от втория командващ на бойното поле, който обикновено е бил подчинен на капитан-генерал. Еквивалентният чин във флота е вицеадмирал.
С изменението на Закона за отбраната и въоръжените сили на Република България през 2000 г. са въведени нови звания. Дотогавашното звание генерал-лейтенант (с две генералски звезди) се преименува на генерал-майор, а новото звание генерал-лейтенант е с три звезди и е равностойно на генерал-полковник отпреди промяната.
Аналогично за флота – дотогавашното звание вицеадмирал (с две генералски звезди) се преименува на контраадмирал, а новото звание вицеадмирал е с три звезди и е равностойно на адмирал отпреди промяната.
Пределната възраст за кадрова военна служба на офицерите със звание „генерал-лейтенант“ е 59 г.
| Военни звания         |                   |                 |
| младши: Генерал-майор | Генерал-лейтенант | старши: Генерал |

### Трето българско царство
По времето на Третото българско царство званието генерал-лейтенант е второто генералско звание, като офицер с такова звание е по-висшестоящ от генерал-майор и по-нисшестоящ съответно от пълен генерал в периода 1878 – 1897 и генерал от съответния род войски (генерал от пехотата, генерал от кавалерията и генерал от артилерията) след 1897 година.

## САЩ
В днешните американски въоръжени сили, генерал-лейтенант (lieutenant general) е с по три звезди на пагоните и е веднага след генерал-майор (major general), който е с по две звезди на пагоните. Генерал (general) (също известен като „пълен генерал“ (full general) е с по четири звезди на пагоните и е веднага след генерал-лейтенант (lieutenant general). Генерал от армията (general of the army) е с по пет звезди на пагоните и е веднага след генерал (general). Американското звание генерал от армията (general of the army) е еквивалентно на чуждото звание фелдмаршал (field marshal). Званията генерал-лейтенант и генерал се използват, но генерал от армията се използва само във военно време и никой не носи това звание. Също така никой не носи и званието генерал на армиите на Съединените щати (general of the armies of the United States) и това звание никога не е използвано от действащ военен офицер по едно и също време с всички останали звания, затова не е ясно как се съпоставя с тях. Понякога званието генерал на армиите на Съединените щати се е считало да бъде еквивалентно на други чужди звания, като генералисимус (generalissimo) или велик маршал (grand marshal).
- Отличителни знаци на пагона на генерал-лейтенант от армията, ВВС и МП на ВС на САЩ
- Пагон на генерал-лейтенант от ВВС на САЩ
- Ръкавен знак
- Длъжностен флаг

Званията генерал-лейтенант и генерал се използват в американската армия, военновъздушни сили и флот. Армейското звание генерал от армията е еквивалентно на званието от американските въздушни сили генерал от въздушните сили (general of the air force). Американският флот няма еквивалентен генерал с пет звезди на пагоните. Американските въздушни сили и американският флот нямат еквивалентно звание на армейското генерал на армиите на Съединените щати (general of the armies of the United States).

## Русия
Във Въоръжените сили на Русия до прехода към бригадна организация генерал-лейтенантът обикновено е командвал армии в състава на военен окръг. В днешно време заема една от ред командни длъжности в Министерството на отбраната или във военен окръг. Също така генерал-лейтенант е звание за щатната категория „командващ ракетна армия“ – Ракетните войски със стратегическо предназначение (РВСП) остават единственият род войски, където е запазено армейското звено за управление.
Пагони на генерал-лейтенант за:
- КВ от ВКС, ВДВ
(1994 – 2010)
- ВВС
(1994 – 2010)
- СВ, РВСП
(1994 – 2010)
- парадна униформа в
СВ, РВСП
(1994 – 2010)
- полева униформа във ВС на Русия
(1994 – 2010)
- всекидневна (парадна) униформа в СВ на ВС на Русия
(2010—)
- полева униформа във ВС на Русия
(2010—)
- полиция,
СМВЧ

В категорията военнослужещи от корабния състав на ВМФ на званието генерал-лейтенант съответства званието вицеадмирал.
За съответния ранг на група висши федерални държавни служители в някои цивилни институции от Държавната гражданска служба на Руската Федерация е въведено званието „действителен държавен съветник на Руската Федерация 2 клас“.

## Български генерал-лейтенанти
- Добри Добрев (1926 – 2004)
- Кирил Ботев (1856 – 1944)
- Георги Вазов (1860 – 1934)
- Владимир Вазов (1868 – 1945)
- Вилхелм Щрекер (1830 – 1890)
- Георги Агура (1853 – 1915)
- Никола Генев (1856 – 1934)
- Михаил Савов (1857 – 1928)
- Стефан Паприков (1858 – 1920)
- Никифор Никифоров (1858 – 1935)
- Пантелей Ценов (1858 – ?)
- Спас Георгиев (1858 – ?)
- Радко Димитриев (1859 – 1918) – 02.08.1912
- Никола Желявски (1859 – 1925) – 01.11.1918
- Никола Рибаров (1859 – 1927)
- Янко Драганов (1859 – 1932)
- Панайот Бърнев (1859 – 1934)
- Георги Абаджиев (1859 – 1940)
- Петър Марков (1859 – ?)
- Иван Фичев (1860 – 1931)
- Вичо Диков (1861 – 1928)
- Климент Бояджиев (1861 – 1933)
- Петър Тантилов (1861 – 1937)
- Тодор Кантарджиев (1861 – 1944)
- Стою Брадистилов (1863 – 1930)
- Александър Танев (1863 – 1932)
- Атанас Назлъмов (1863 – 1935)
- Кръстю Златарев (1864 – 1925) – 25.06.1919
- Стоян Загорски (1864 – 1930) – 1918
- Христо Недялков (1864 – 1943)
- Калин Найденов (1865 – 1925)
- Стефан Богданов (1865 – 1937)
- Александър Протогеров (1867 – 1928)
- Христо Бурмов (1869 – 1936)
- Иван Вълков (1875 – 1962)
- Илия Атанасов (1877 – ?)
- Александър Кисьов (1879 – 1964)
- Никола Пенев (1879 – 1955) [2]
- Сотир Маринков (1880 – ?)
- Стефан Цанев (1881 – 1944)
- Тодор Георгиев (1882 – 1971)
- Пенчо Златев (1883 – 1948)
- Иван Бангеев – 1932
- Константин Златанов (1886 – ?) – 1 януари 1938
- Руси Русев (1887 – 1945)
- Христо Николов Луков (1888 – 1943)
- Теодоси Даскалов (1888 – 1945)
- Атанас Жилков (1888 – 1957)
- Константин Лукаш (1890 – 1945)
- Асен Николов (1891 – 1946)
- Никола Хаджипетков (1891 – 1949)
- Никола Наков (1892 – 1945)
- Георги Дамянов (1892 – 1958)
- Фердинанд Козовски (1892 – 1965)
- Димитър Айранов (1893 – 1950)
- Асен Греков (1893 – 1954)
- Васил Бойдев (1893 – 1983)
- Кирил Преславски (1895 – 1945)
- Кирил Станчев (1895 – 1968)
- Иван Винаров (1896 – 1969)
- Никола Генчев (1897 – 1962)
- Благой Иванов (1898 – 1951)
- Райчо Славков (1898 – 1953)
- Крум Лекарски (1898 – 1981)
- Владо Тричков (1899 – 1944, посм.)
- Тодор Тошев (1899 – 1976)
- Стоян Трендафилов (1899 – 1982)
- Йонко Панов (1900 – 1962)
- Петър Вранчев (1901 – 1970)
- Щерьо Атанасов (1902 – 1967)
- Борис Копчев (1906 – 1989)
- Димитър Попов (1909 – 1975)
- Крум Радонов (1912 – 2002)
- Делчо Симов (1918 – 1979)
- Георги Минев (1919 – 2001)
- Денчо Знеполски (1920 – 1989)
- Добри Добрев (1926 – 2004)
- Таню Танев (1927 – 2016)
- Михаил Стоянов (? – 1999)
- Бойко Борисов (1959 – )
- Георги Иванов (1940 – )

## Генерал-лейтенанти от други страни
- Николай Столипин (1781 – 1830), Русия
- Аркадий Столипин (1822 – 1899), Русия
- Пьотър Гресер (1833 – 1892), Русия
- Йохан Ернрот (1833 – 1913), Русия
- Иван Веймарн (1852 – ?), Русия
- Антон Деникин (1872 – 1947), Русия
- барон Пьотър Врангел (1878 – 1928), Русия
- Николай Гаген (1895 – 1969), СССР